# ヴェラ・ガルフ (護衛空母)
|           |                                                                           |
| 艦歴      |                                                                           |
| 発注:     |                                                                           |
| 起工:     | 1944年2月7日                                                              |
| 進水:     | 1944年10月19日                                                            |
| 就役:     | 1945年4月9日、1960年11月1日                                               |
| 退役:     | 1946年8月9日                                                              |
| 除籍:     | 1960年6月1日、1970年12月1日                                               |
| その後:   | 1971年10月22日にスクラップ                                                |
| 性能諸元  |                                                                           |
| 排水量:   | 11,373トン(基準)                                                          |
| 全長:     | 169.9m                                                                    |
| 全幅:     | 32.05m                                                                    |
| 吃水:     | 8.5m                                                                      |
| 機関:     | 4基筒蒸気タービン×2基 スクリュープロペラ×2軸                              |
| 最大速:   | 19ノット                                                                  |
| 航続距離: |                                                                           |
| 乗員:     | 士官、兵員1,066名                                                         |
| 兵装:     | 38口径5インチ単装砲 2基 40mm4連装機銃 3基 40mm連装機銃 12基 20mm機銃 20基 |
| 搭載機:   | 戦闘機×18機 艦上攻撃機×12機                                               |

ヴェラ・ガルフ (USS Vella Gulf, CVE-111) は、アメリカ海軍の護衛空母。コメンスメント・ベイ級航空母艦の7番艦。艦名は太平洋戦争で1943年8月6日の夜に行われたベラ湾夜戦に因んで命名された。

## 艦歴
艦はトーテム・ベイ (Totem Bay) の艦名で1944年2月7日にワシントン州タコマのトッド・パシフィック造船所で起工する。1944年4月26日にヴェラ・ガルフと改名され、1944年10月19日にドナルド・F・スミス夫人によって進水し、1945年4月9日にロバート・W・モース艦長の指揮下就役する。
ピュージェット・サウンドでの最初の機材操作後にヴェラ・ガルフはサンディエゴへ出航し5月4日に到着、海兵隊の航空団を乗艦させる。海軍航空基地での搭載が完了すると、南カリフォルニア州沖で整調を行いその間に部隊の残りを乗艦させる。整調後の信頼性試験が完了すると6月17日に西海岸を出航しハワイへ向かう。ヴェラ・ガルフは6月25日に真珠湾に到着し、11日間の集中的な訓練を行う。
ヴェラ・ガルフは7月9日に真珠湾を出航し、16日にエニウェトク環礁で燃料補給を行うため停泊、その後グアムに向かい4日後に到着した。7月23日にロタ島、パガン島への航空攻撃を行うためマリアナ諸島に向けて出航する。翌日パガン島に対し FG-1D コルセア、ヘルキャット写真撮影機、TBM-3E アヴェンジャー爆撃機による24回の出撃を行う。三日後にはロタ島に対して12機のコルセア、8機のアヴェンジャー、ヘルキャット1機が合計21回の出撃を行った。日本軍による対空砲火が散発的に発射されたが、アメリカ軍機に届くことはなかった。任務から帰還した二機が、自らの投下した爆弾の破片により機体後部を僅かに破損していた。
ロタ島攻撃の後、ヴェラ・ガルフは艦載機をサイパンへ向かわせ、グアムのアプラ港へ8月2日帰還する。3日間の休養の後、8月5日に沖縄へ向かい、4日後に中城湾に到着した。中城湾で停泊した一夜はヴェラ・ガルフにとって記憶すべき物となった。日本軍との降伏交渉の間、多数の艦艇と陸上拠点部隊が花火の打ち上げを始めたのであった。
ヴェラ・ガルフは8月15日にグアムに帰還し、同日日本は無条件降伏した。ヴェラ・ガルフは日本本土に対する最初の占領部隊に加わり、他の艦艇に対して食料及び燃料を供給した。8月後半にギルバート・アイランズ (USS Gilbert Islands, CVE-107) と交替し、補給部隊の上空支援を行った。その後東京湾に向けて出航し、9月10日に到着した。
ヴェラ・ガルフは9月21日に日本水域を出発して、沖縄で650名を乗艦させ帰国の途に就く。途中真珠湾に寄港し、10月14日にサンフランシスコに到着する。その後ピュージェット・サウンドで兵員の訓練を1946年3月後半まで行い、南カリフォルニアに移動、3月27日にサンディエゴに到着した。サンディエゴでは短期の停泊ですぐに出港し、ポート・アンジェルス経由でワシントン州タコマへ向かい同地で不活性化を行う。4月7日にシアトルへ移動し不活性化のまま保管され1946年8月9日に退役する。
ヴェラ・ガルフはタコマで保管され同地で1950年代を過ごした。1955年6月12日に CVHE-111（護衛ヘリ空母）に艦種変更される。その後ヴェラ・ガルフは海上輸送司令部 (Military Sea Transportation Service, MSTS) へ転籍、USNS Vella Gulf (T-AKV-11) へ船体番号が変更された。しかしながら現役復帰はなされなかった。1960年6月1日に除籍されたが、11月1日に復帰する。1970年12月1日に二度目の除籍が行われ、ヴェラ・ガルフは1971年10月22日にオレゴン州ポートランドのアメリカン・シップ・ディスマントラーズ社にスクラップとして売却された。
ヴェラ・ガルフは第二次世界大戦の戦功での1個の従軍星章を受章した。